# Diplonychus
Diplonychus is een geslacht van wantsen uit de familie reuzenwaterwantsen (Belostomatidae). Het geslacht werd voor het eerst wetenschappelijk beschreven door Laporte de Castelnau in 1833.

## Soorten
Het genus bevat de volgende soorten:

- Diplonychus annulatus (Fabricius, 1781)
- Diplonychus eques (Dufour, 1863)
- Diplonychus esakii Miyamoto & Lee, 1966
- Diplonychus heeri J. Polhemus, 1995
- Diplonychus jeridi Auger & Flechtmann, 2003
- Diplonychus molestus (Dufour, 1863)
- Diplonychus penisinuosus Auger & Flechtmann, 2003
- Diplonychus rotundatus Heer, 1853
- Diplonychus rusticus (Fabricius, 1781)
- Diplonychus rusticus (Fabricius, 1871)
- Diplonychus stali (Mayr, 1871)